# Liste des genres de Fabaceae
Voici la liste complète des genres de la famille des Fabaceae.

## Liste des genres par sous-familles et tribus
Selon NCBI (27 mai 2010) :
- sous-famille des Caesalpinioideae
  - tribu des Caesalpinieae
    - Acrocarpus
    - Arapatiella
    - Arcoa
    - Balsamocarpon
    - Batesia
    - Burkea
    - Bussea
    - Caesalpinia
    - Campsiandra
    - Cenostigma
    - Ceratonia
    - Cercidium
    - Colvillea
    - Conzattia
    - Cordeauxia
    - Delonix
    - Dimorphandra
    - Diptychandra
    - Erythrophleum
    - Erythrostemon
    - Gleditsia
    - Guilandina
    - Gymnocladus
    - Haematoxylum
    - Heteroflorum
    - Hoffmannseggia
    - Jacqueshuberia
    - Lemuropisum
    - Libidibia
    - Lophocarpinia
    - Melanoxylon
    - Mezoneuron
    - Moldenhawera
    - Mora
    - Moullava
    - Pachyelasma
    - Parkinsonia
    - Peltophorum
    - Poincianella
    - Pomaria
    - Pterogyne
    - Pterolobium
    - Recordoxylon
    - Schizolobium
    - Stahlia
    - Stenodrepanum
    - Stuhlmannia
    - Sympetalandra
    - Tachigali
    - Tara
    - Tetrapterocarpon
    - Umtiza
    - Vouacapoua
    - Zuccagnia

  - tribu des Cassieae
    - Apuleia
    - Baudouinia
    - Cassia
    - Chamaecrista
    - Dialium
    - Dicorynia
    - Distemonanthus
    - Duparquetia
    - Eligmocarpus
    - Koompassia
    - Labichea
    - Martiodendron
    - Mendoravia
    - Petalostylis
    - Poeppigia
    - Senna
    - Storckiella
    - Zenia

  - tribu des Cercideae
    - Adenolobus
    - Barklya
    - Bauhinia
    - Brenierea
    - Cercis
    - Gigasiphon
    - Griffonia
    - Lasiobema
    - Lysiphyllum
    - Phanera
    - Piliostigma
    - Tylosema

  - tribu des Detarieae
    - Afzelia
    - Amherstia
    - Anthonotha
    - Aphanocalyx
    - Augouardia
    - Baikiaea
    - Barnebydendron
    - Berlinia
    - Bikinia
    - Brachycylix
    - Brachystegia
    - Brandzeia
    - Brodriguesia
    - Brownea
    - Browneopsis
    - Colophospermum
    - Copaifera
    - Crudia
    - Cryptosepalum
    - Cynometra
    - Daniellia
    - Detarium
    - Dicymbe
    - Didelotia
    - Ecuadendron
    - Elizabetha
    - Endertia
    - Englerodendron
    - Eperua
    - Eurypetalum
    - Gilbertiodendron
    - Gilletiodendron
    - Goniorrhachis
    - Gossweilerodendron
    - Guibourtia
    - Hardwickia
    - Heterostemon
    - Humboldtia
    - Hylodendron
    - Hymenaea
    - Hymenostegia
    - Icuria
    - Intsia
    - Isoberlinia
    - Julbernardia
    - Kingiodendron
    - Lebruniodendron
    - Leonardendron
    - Leonardoxa
    - Librevillea
    - Loesenera
    - Lysidice
    - Macrolobium
    - Maniltoa
    - Michelsonia
    - Microberlinia
    - Neoapaloxylon
    - Neochevalierodendron
    - Normandiodendron
    - Oddoniodendron
    - Oxystigma
    - Paloue
    - Paloveopsis
    - Paramacrolobium
    - Pellegriniodendron
    - Peltogyne
    - Plagiosiphon
    - Polystemonanthus
    - Prioria
    - Pseudosindora
    - Saraca
    - Schotia
    - Scorodophloeus
    - Sindora
    - Sindoropsis
    - Stemonocoleus
    - Talbotiella
    - Tamarindus
    - Tessmannia
    - Tetraberlinia
    - Zenkerella
- sous-famille des Mimosoideae
  - tribu des Acacieae
    - Acacia
    - Acaciella
    - Mariosousa
    - Senegalia
    - Vachellia

  - tribu des Ingeae
    - Abarema
    - Albizia
    - Archidendron
    - Archidendropsis
    - Calliandra
    - Cathormion
    - Cedrelinga
    - Chloroleucon
    - Cojoba
    - Ebenopsis
    - Enterolobium
    - Faidherbia
    - Falcataria
    - Havardia
    - Hesperalbizia
    - Hydrochorea
    - Inga
    - Lysiloma
    - Pararchidendron
    - Paraserianthes
    - Pithecellobium
    - Pseudosamanea
    - Samanea
    - Sphinga
    - Wallaceodendron
    - Zapoteca
    - Zygia

  - tribu des Mimoseae
    - Adenanthera
    - Alantsilodendron
    - Amblygonocarpus
    - Anadenanthera
    - Calliandropsis
    - Calpocalyx
    - Cylicodiscus
    - Desmanthus
    - Dichrostachys
    - Dinizia
    - Elephantorrhiza
    - Entada
    - Fillaeopsis
    - Gagnebina
    - Kanaloa
    - Leucaena
    - Microlobius
    - Mimosa
    - Neptunia
    - Newtonia
    - Parapiptadenia
    - Parkia
    - Pentaclethra
    - Piptadenia
    - Piptadeniastrum
    - Piptadeniopsis
    - Pityrocarpa
    - Plathymenia
    - Prosopidastrum
    - Prosopis
    - Pseudopiptadenia
    - Pseudoprosopis
    - Schleinitzia
    - Stryphnodendron
    - Tetrapleura
    - Xerocladia
    - Xylia

  - tribu des Mimozygantheae
    - Mimozyganthus
- sous-famille des Papilionoideae
  - tribu des Abreae
    - Abrus

  - tribu des Amorpheae
    - Amorpha
    - Apoplanesia
    - Dalea
    - Errazurizia
    - Eysenhardtia
    - Marina
    - Parryella
    - Psorothamnus

  - tribu des Bossiaeeae
    - Aenictophyton
    - Bossiaea
    - Goodia
    - Muelleranthus
    - Platylobium
    - Ptychosema

  - tribu des Brongniartieae
    - Brongniartia
    - Cyclolobium
    - Harpalyce
    - Hovea
    - Lamprolobium
    - Plagiocarpus
    - Poecilanthe
    - Templetonia
    - Brongniartieae incertae sedis

  - tribu des Cicereae
    - Cicer

  - tribu des Crotalarieae
    - Aspalathus
    - Bolusia
    - Crotalaria
    - Lebeckia
    - Lotononis
    - Pearsonia
    - Rafnia
    - Robynsiophyton
    - Rothia
    - Spartidium
    - Wiborgia

  - tribu des Dalbergieae
    - Adesmia
    - Aeschynomene
    - Amicia
    - Andira
    - Arachis
    - Brya
    - Bryaspis
    - Cascaronia
    - Centrolobium
    - Chaetocalyx
    - Chapmannia
    - Cranocarpus
    - Cyclocarpa
    - Dalbergia
    - Diphysa
    - Discolobium
    - Etaballia
    - Fiebrigiella
    - Fissicalyx
    - Geissaspis
    - Geoffroea
    - Grazielodendron
    - Humularia
    - Hymenolobium
    - Inocarpus
    - Kotschya
    - Machaerium
    - Maraniona
    - Nissolia
    - Ormocarpopsis
    - Ormocarpum
    - Paramachaerium
    - Peltiera
    - Pictetia
    - Platymiscium
    - Platypodium
    - Poiretia
    - Pterocarpus
    - Ramorinoa
    - Riedeliella
    - Smithia
    - Soemmeringia
    - Stylosanthes
    - Tipuana
    - Vatairea
    - Vataireopsis
    - Weberbauerella
    - Zornia

  - tribu des Desmodieae
    - Alysicarpus
    - Aphyllodium[2]
    - Campylotropis
    - Dendrolobium
    - Desmodium
    - Kummerowia
    - Lespedeza
    - Phyllodium
    - Tadehagi

  - tribu des Dipterygeae
    - Dipteryx
    - Monopteryx[3]
    - Pterodon
    - Taralea

  - tribu des Euchresteae
    - Euchresta

  - tribu des Fabeae
    - Lathyrus
    - Lens
    - Pisum
    - Vavilovia
    - Vicia

  - tribu des Galegeae
    - Astragalus
    - Biserrula
    - Carmichaelia
    - Chesneya
    - Clianthus
    - Colutea
    - Eremosparton
    - Erophaca
    - Galega
    - Glycyrrhiza
    - Gueldenstaedtia
    - Lessertia
    - Montigena
    - Oreophysa
    - Oxytropis
    - Smirnowia
    - Sphaerophysa
    - Sutherlandia
    - Swainsona

  - tribu des Genisteae
    - Adenocarpus
    - Anarthrophyllum
    - Argyrocytisus
    - Argyrolobium
    - Calicotome
    - Chamaecytisus
    - Cytisophyllum
    - Cytisus
    - Dichilus
    - Echinospartum
    - Erinacea
    - Genista
    - Gonocytisus
    - Hesperolaburnum
    - Laburnum
    - Lembotropis
    - Lupinus
    - Melolobium
    - Petteria
    - Podocytisus
    - Polhillia
    - Retama
    - Spartium
    - Stauracanthus
    - Teline
    - Ulex

  - tribu des Hedysareae
    - Alhagi
    - Calophaca
    - Caragana
    - Ebenus
    - Eversmannia
    - Halimodendron
    - Hedysarum
    - Onobrychis
    - Taverniera

  - tribu des Hypocalypteae
    - Hypocalyptus

  - tribu des Indigofereae
    - Cyamopsis
    - Indigastrum
    - Indigofera
    - Microcharis
    - Phylloxylon
    - Rhynchotropis
    - Vaughania

  - tribu des Loteae
    - Acmispon
    - Anthyllis
    - Antopetitia
    - Coronilla
    - Cytisopsis
    - Dorycnium
    - Dorycnopsis
    - Hammatolobium
    - Hippocrepis
    - Hosackia
    - Hymenocarpos
    - Lotus
    - Ornithopus
    - Ottleya
    - Podolotus
    - Pseudolotus
    - Scorpiurus
    - Securigera
    - Vermifrux

  - tribu des Millettieae
    - Afgekia
    - Aganope
    - Apurimacia
    - Austrosteenisia
    - Brachypterum
    - Callerya
    - Chadsia
    - Craibia
    - Craspedolobium
    - Dahlstedtia
    - Dalbergiella
    - Deguelia
    - Derris
    - Dewevrea
    - Disynstemon
    - Endosamara
    - Fordia
    - Hesperothamnus
    - Leptoderris
    - Lonchocarpus
    - Millettia
    - Muellera
    - Mundulea
    - Philenoptera
    - Piscidia
    - Platycyamus
    - Platysepalum
    - Pongamiopsis
    - Schefflerodendron
    - Sylvichadsia
    - Tephrosia
    - Willardia
    - Wisteria
    - Xeroderris

  - tribu des Mirbelieae
    - Almaleea
    - Aotus
    - Brachysema
    - Callistachys
    - Chorizema
    - Daviesia
    - Dillwynia
    - Erichsenia
    - Euchilopsis
    - Eutaxia
    - Gastrolobium
    - Gompholobium
    - Isotropis
    - Jacksonia
    - Jansonia
    - Latrobea
    - Leptosema
    - Mirbelia
    - Nemcia
    - Oxylobium
    - Phyllota
    - Podolobium
    - Pultenaea
    - Sphaerolobium
    - Stonesiella
    - Urodon
    - Viminaria

  - tribu des Phaseoleae
    - Adenodolichos
    - Amphicarpaea
    - Apios
    - Atylosia
    - Bolusafra
    - Butea
    - Cajanus
    - Calopogonium
    - Camptosema
    - Canavalia
    - Centrosema
    - Cleobulia
    - Clitoria
    - Collaea
    - Cologania
    - Cratylia
    - Cymbosema
    - Decorsea
    - Dioclea
    - Dipogon
    - Dolichopsis
    - Dolichos
    - Dumasia
    - Eriosema
    - Erythrina
    - Flemingia
    - Galactia
    - Glycine
    - Hardenbergia
    - Kennedia
    - Lablab
    - Macroptilium
    - Macrotyloma
    - Mastersia
    - Mucuna
    - Mysanthus
    - Neonotonia
    - Neorautanenia
    - Nesphostylis
    - Nogra
    - Ophrestia
    - Oxyrhynchus
    - Pachyrhizus
    - Phaseolus
    - Phylacium
    - Physostigma
    - Pseudeminia
    - Pseudovigna
    - Psophocarpus
    - Pueraria
    - Ramirezella
    - Rhodopis
    - Rhynchosia
    - Shuteria
    - Sinodolichos
    - Spathionema
    - Spatholobus
    - Sphenostylis
    - Strongylodon
    - Strophostyles
    - Teramnus
    - Teyleria
    - Vandasina
    - Vatovaea
    - Vigna
    - Wajira

  - tribu des Podalyrieae
    - Amphithalea
    - Calpurnia
    - Cyclopia
    - Liparia
    - Podalyria
    - Stirtonanthus
    - Virgilia
    - Xiphotheca

  - tribu des Psoraleeae
    - Bituminaria
    - Cullen
    - Hoita
    - Orbexilum
    - Otholobium
    - Pediomelum
    - Psoralea
    - Psoralidium
    - Rupertia

  - tribu des Robinieae
    - Coursetia
    - Cracca
    - Genistidium
    - Gliricidia
    - Hebestigma
    - Hybosema
    - Lennea
    - Olneya
    - Peteria
    - Poitea
    - Robinia
    - Sphinctospermum

  - tribu des Sesbanieae
    - Sesbania

  - tribu des Sophoreae
    - Acosmium
    - Airyantha
    - Alexa
    - Ammodendron
    - Ammothamnus
    - Angylocalyx
    - Baphia
    - Bolusanthus
    - Bowdichia
    - Bowringia
    - Cadia
    - Calia
    - Castanospermum
    - Cladrastis
    - Clathrotropis
    - Dalhousiea
    - Dicraeopetalum
    - Diplotropis
    - Dussia
    - Echinosophora
    - Leucomphalos
    - Luetzelburgia
    - Maackia
    - Myrocarpus
    - Myrospermum
    - Myroxylon
    - Neoharmsia
    - Ormosia
    - Pericopsis
    - Platycelyphium
    - Salweenia
    - Sophora
    - Styphnolobium
    - Sweetia
    - Uribea
    - Xanthocercis

  - tribu des Swartzieae
    - Aldina
    - Amburana
    - Ateleia
    - Baphiopsis
    - Bobgunnia
    - Bocoa
    - Candolleodendron
    - Cordyla
    - Cyathostegia
    - Exostyles
    - Harleyodendron
    - Holocalyx
    - Lecointea
    - Mildbraediodendron
    - Swartzia
    - Trischidium
    - Zollernia

  - tribu des Thermopsideae
    - Ammopiptanthus
    - Anagyris
    - Baptisia
    - Pickeringia
    - Piptanthus
    - Thermopsis

  - tribu des Trifolieae
    - Medicago
    - Melilotus
    - Ononis
    - Parochetus
    - Trifolium
    - Trigonella

## Liste des genres dans l'ordre alphabétique
Selon Royal Botanic Gardens, Kew :
- Haut – A
- B
- C
- D
- E
- F
- G
- H
- I
- J
- K
- L
- M
- N
- O
- P
- Q
- R
- S
- T
- U
- V
- W
- X
- Y
- Z

### A
- Abarema Pittier
- Abrus Adans.
- Acacia Mill.
- Acosmium Schott
- Acrocarpus Wight ex Arn.
- Adenanthera L.
- Adenocarpus DC.
- Adenodolichos Harms
- Adenolobus (Harv. ex Benth.) Torre & Hillc.
- Adenopodia C.Presl
- Adesmia DC.
- Aenictophyton A.T.Lee
- Aeschynomene L.
- Affonsea A.St.-Hil.
- Afgekia Craib
- Afzelia Sm.
- Aganope Miq.
- Airyantha Brummitt
- Albizia Durazz.
- Aldina Endl.
- Alexa Moq.
- Alhagi Gagnebin
- Alistilus N.E.Br.
- Almaleea Crisp & P.H.Weston
- Alysicarpus Desv.
- Amblygonocarpus Harms
- Amburana Schwacke & Taub.
- Amherstia Wall.
- Amicia Kunth
- Ammodendron Fisch. ex DC.
- Ammopiptanthus S.H.Cheng
- Amorpha L.
- Amphicarpaea Elliott ex Nutt.
- Amphimas Pierre ex Harms
- Amphithalea Eckl. & Zeyh.
- Anadenanthera Speg.
- Anagyris L.
- Anarthrophyllum Benth.
- Andira Juss.
- Androcalymma Dwyer
- Angylocalyx Taub.
- Antheroporum Gagnep.
- Anthonotha P.Beauv.
- Anthyllis L.
- Antopetitia A.Rich.
- Aotus Sm.
- Aphanocalyx Oliv.
- Aphyllodium (DC.) Gagnep[2].
- Apios Fabr.
- Apoplanesia C.Presl
- Apuleia Mart.
- Apurimacia Harms
- Arachis L.
- Arapatiella Rizzini & A.Mattos
- Archidendron F.Muell.
- Archidendropsis I.C.Nielsen
- Arcoa Urb.
- Argyrocytisus (Maire) Raynaud
- Argyrolobium Eckl. & Zeyh.
- Arthrocarpum Balf.f.
- Arthroclianthus Baill.
- Aspalathus L.
- Astracantha Podlech
- Astragalus L.
- Ateleia (DC.) Benth.
- Aubrevillea Pellegr.
- Augouardia Pellegr.
- Austrodolichos Verdc.
- Austrosteenisia R.Geesink

### B
- Baikiaea Benth.
- Balsamocarpon Clos
- Baphia Afzel. ex Lodd.
- Baphiastrum Harms
- Baphiopsis Benth. ex Baker
- Baptisia Vent.
- Barnebydendron J.H.Kirkbr[5].
- Batesia Spruce ex Benth.
- Bathiaea Drake
- Baudouinia Baill.
- Bauhinia L.
- Baukea Vatke
- Behaimia Griseb.
- Belairia A.Rich.
- Bembicidium Rydb.
- Bergeronia Micheli
- Berlinia Sol. ex Hook.f.
- Biserrula L.
- Bituminaria Heist. ex Fabr.
- Bocoa Aubl.
- Bolusafra Kuntze
- Bolusanthus Harms
- Bolusia Benth.
- Bossiaea Vent.
- Bowdichia Kunth
- Bowringia Champ. ex Benth.
- Brachycylix (Harms) R.S.Cowan
- Brachysema R.Br.
- Brachystegia Benth.
- Brandzeia Baill[6].
- Brenierea Humbert
- Brodriguesia R.S.Cowan
- Brongniartia Kunth
- Brownea Jacq.
- Browneopsis Huber
- Brya P.Browne
- Bryaspis P.A.Duvign.
- Burgesia F.Muell.
- Burkea Hook.
- Burkilliodendron Sastry
- Burtonia R.Br.
- Bussea Harms
- Butea Roxb. ex Willd.

### C
- Cadia Forssk.
- Caesalpinia L.
- Cajanus DC.
- Calicotome Link
- Calispepla Vved.
- Calliandra Benth.
- Calliandropsis H.M.Hern. & Guinet
- Callistachys Vent.
- Calophaca Fisch. ex DC.
- Calopogonium Desv.
- Calpocalyx Harms
- Calpurnia E.Mey.
- Camoensia Welw. ex Benth.
- Campsiandra Benth.
- Camptosema Hook. & Arn.
- Campylotropis Bunge
- Canavalia DC.
- Candolleodendron R.S.Cowan
- Caragana Fabr.
- Carmichaelia R.Br.
- Carrissoa Baker f.
- Cascaronia Griseb.
- Cassia L.
- Castanospermum A.Cunn. ex Hook.
- Cedrelinga Ducke
- Cenostigma Tul.
- Centrolobium Mart. ex Benth.
- Centrosema (DC.) Benth.
- Ceratonia L.
- Cercis L.
- Chadsia Bojer
- Chaetocalyx DC.
- Chamaecrista Moench
- Chamaecytisus Link
- Chapmannia Torr. & A.Gray
- Chesneya Lindl. ex Endl.
- Chidlowia Hoyle
- Chloroleucon (Benth.) Record
- Chordospartium Cheeseman
- Chorizema Labill.
- Christia Moench
- Chrysoscias E.Mey.
- Cicer L.
- Cladrastis Raf.
- Clathrotropis (Benth.) Harms
- Cleobulia Mart. ex Benth.
- Clianthus Sol. ex Lindl.
- Clitoria L.
- Clitoriopsis R.Wilczek
- Cochlianthus Benth.
- Codariocalyx Hassk.
- Coelidium Vogel ex Walp.
- Cojoba Britton & Rose
- Collaea DC.
- Cologania Kunth
- Colophospermum J.Leonard
- Colutea L.
- Colvillea Bojer ex Hook.
- Conzattia Rose
- Copaifera L.
- Corallospartium J.B.Armstr.
- Cordeauxia Hemsl.
- Cordyla Lour.
- Coronilla L.
- Coroya Pierre
- Corynella DC.
- Coursetia DC.
- Craibia Harms & Dunn
- Cranocarpus Benth.
- Craspedolobium Harms
- Cratylia Mart. ex Benth.
- Crotalaria L.
- Cruddasia Prain
- Crudia Schreb.
- Cryptosepalum Benth.
- Cullen Medik.
- Cupulanthus Hutch.
- Cyamopsis DC.
- Cyathostegia (Benth.) Schery
- Cyclocarpa Afzel. ex Baker
- Cyclolobium Benth.
- Cyclopia Vent.
- Cylicodiscus Harms
- Cymbosema Benth.
- Cynometra L.
- Cytisophyllum O.Lang
- Cytisopsis Jaub. & Spach
- Cytisus Desf.

### D
- Dahlstedtia Malme
- Dalbergia L.f.
- Dalbergiella Baker f.
- Dalea L.
- Dalhousiea Wall. ex Benth.
- Daniellia Benn.
- Daviesia Sm.
- Decorsea R.Vig.
- Delonix Raf.
- Dendrolobium (Wight & Arn.) Benth.
- Derris Lour.
- Desmanthus Willd.
- Desmodiastrum (Prain) A.Pramanik & Thoth.
- Desmodium Desv.
- Detarium Juss.
- Dewevrea Micheli
- Dialium L.
- Dicerma DC.
- Dichilus DC.
- Dichrostachys (A.DC.) Wight & Arn.
- Dicorynia Benth.
- Dicraeopetalum Harms
- Dicymbe Spruce ex Benth.
- Didelotia Baill.
- Dillwynia Sm.
- Dimorphandra Schott
- Dinizia Ducke
- Dioclea Kunth
- Diphyllarium Gagnep.
- Diphysa Jacq.
- Diplotropis Benth.
- Dipogon Liebm.
- Dipteryx Schreb.
- Diptychandra Tul.
- Discolobium Benth.
- Distemonanthus Benth.
- Disynstemon R.Vig.
- Dolichopsis Hassl.
- Dolichos L.
- Droogmansia De Wild.
- Dumasia DC.
- Dunbaria Wight & Arn.
- Duparquetia Baill.
- Dussia Krug & Urb. ex Taub.
- Dysolobium (Benth.) Prain

### E
- Ebenus L.
- Echinospartum (Spach) Fourr.
- Eleiotis DC.
- Elephantorrhiza Benth.
- Eligmocarpus Capuron
- Elizabetha R.H.Schomb. ex Benth.
- Eminia Taub.
- Endertia Steenis & de Wit
- Endosamara R.Geesink
- Englerodendron Harms
- Entada Adans.
- Enterolobium Mart.
- Eperua Aubl.
- Eremosparton Fisch. & C.A.Mey.
- Erichsenia Hemsl.
- Erinacea Adans.
- Eriosema (DC.) Rchb.
- Errazurizia Phil.
- Erythrina L.
- Erythrophleum Afzel. ex G.Don
- Etaballia Benth.
- Euchilopsis F.Muell.
- Euchresta Benn.
- Eurypetalum Harms
- Eutaxia R.Br.
- Eversmannia Bunge
- Exostyles Schott
- Eysenhardtia Kunth

### F
- Faidherbia A.Chev.
- Fiebrigiella Harms
- Fillaeopsis Harms
- Fissicalyx Benth.
- Flemingia Roxb. ex W.T.Aiton
- Fordia Hemsl.

### G
- Gagnebina Neck. ex DC.
- Galactia P.Browne
- Galega L.
- Gastrolobium R.Br.
- Geissaspis Wight & Arn.
- Genista L.
- Genistidium I.M.Johnst.
- Geoffroea Jacq.
- Gilbertiodendron J.Leonard
- Gilletiodendron Vermoesen
- Gleditsia L.
- Gliricidia Kunth
- Glottidium Desv.
- Glycine Willd.
- Glycyrrhiza L.
- Goldmania Rose ex Micheli
- Gompholobium Sm.
- Goniorrhachis Taub.
- Gonocytisus Spach
- Goodia Salisb.
- Gossweilerodendron Harms
- Grazielodendron H.C.Lima
- Griffonia Baill.
- Gueldenstaedtia Fisch.
- Guibourtia Benn.
- Gymnocladus Lam.

### H
- Haematoxylum L.
- Halimodendron Fisch. ex DC.
- Hallia Thunb.
- Hammatolobium Fenzl
- Haplormosia Harms
- Hardenbergia Benth.
- Hardwickia Roxb.
- Harleyodendron R.S.Cowan
- Harpalyce Moc. & Sesse ex DC.
- Havardia Small
- Hebestigma Urb.
- Hedysarum L.
- Herpyza Sauvalle
- Hesperolaburnum Maire
- Hesperothamnus Brandegee
- Heterostemon Desf.
- Hippocrepis L.
- Hoffmannseggia Cav.
- Hoita Rydb.
- Holocalyx Micheli
- Hovea R.Br. ex W.T.Aiton
- Humboldtia Vahl
- Humularia P.A.Duvign.
- Hybosema Harms
- Hylodendron Taub.
- Hymenaea L.
- Hymenocarpos Savi
- Hymenolobium Benth.
- Hymenostegia (Benth.) Harms
- Hypocalyptus Thunb.

### I
- Icuria Wieringa[7]
- Indigofera L.
- Indopiptadenia Brenan
- Inga Mill.
- Inocarpus J.R.Forst. & G.Forst.
- Intsia Thouars
- Isoberlinia Craib & Stapf ex Holland
- Isotropis Benth.

### J
- Jacksonia R.Br. ex Sm.
- Jacqueshuberia Ducke
- Jansonia Kippist
- Julbernardia Pellegr.

### K
- Kalappia Kosterm.
- Kanaloa Lorence & K.R.Wood[8]
- Kennedia Vent.
- Kingiodendron Harms
- Koompassia Maingay
- Kotschya Endl.
- Kummerowia Schindl.
- Kunstleria Prain

### L
- Labichea Gaudich. ex DC.
- Lablab Adans.
- Laburnum Fabr.
- Lamprolobium Benth.
- Lathyrus L.
- Latrobea Meisn.
- Lebeckia Thunb.
- Lebruniodendron J.Leonard
- Lecointea Ducke
- Lemurodendron Villiers & Guinet
- Lemuropisum H.Perrier
- Lennea Klotzsch
- Lens Mill.
- Leonardoxa Aubrev.
- Leptoderris Dunn
- Leptodesmia (Benth.) Benth.
- Leptosema Benth.
- Lespedeza Michx.
- Lessertia DC.
- Leucaena Benth.
- Leucomphalos Benth. ex Planch.
- Leucostegane Prain
- Librevillea Hoyle
- Liparia L.
- Loesenera Harms
- Lonchocarpus Kunth
- Lophocarpinia Burkart
- Lotononis (DC.) Eckl. & Zeyh.
- Lotus L.
- Luetzelburgia Harms
- Lupinus L.
- Luzonia Elmer
- Lysidice Hance
- Lysiloma Benth.

### M
- Maackia Rupr.
- Machaerium Pers.
- Macrolobium Schreb.
- Macropsychanthus Harms ex K.Schum. & Lauterb.
- Macroptilium (Benth.) Urb.
- Macrosamanea Britton & Rose
- Macrotyloma (Wight & Arn.) Verdc.
- Maniltoa Scheff.
- Margaritolobium Harms
- Marina Liebm.
- Marmaroxylon Killip
- Martiodendron Gleason
- Mastersia Benth.
- Mecopus Benn.
- Medicago L.
- Melanoxylon Schott
- Melilotus Mill.
- Melliniella Harms
- Melolobium Eckl. & Zeyh.
- Mendoravia Capuron
- Michelsonia Hauman
- Microberlinia A.Chev.
- Mildbraediodendron Harms
- Millettia Wight & Arn.
- Mimosa L.
- Mimozyganthus Burkart
- Mirbelia Sm.
- Moldenhawera Schrad.
- Monopetalanthus Harms
- Monopteryx Spruce ex Benth.
- Mora Benth.
- Moullava Adans.
- Mucuna Adans.
- Muellera L.f.
- Muelleranthus Hutch.
- Mundulea (DC.) Benth.
- Myrocarpus Allemao
- Myrospermum Jacq.
- Myroxylon L.f.

### N
- Nemcia Domin
- Neoapaloxylon Rauschert
- Neochevalierodendron J.Leonard
- Neocollettia Hemsl.
- Neodielsia Harms
- Neodunnia R.Vig.
- Neoharmsia R.Vig.
- Neonotonia Lackey
- Neorautanenia Schinz
- Neorudolphia Britton
- Nephrodesmus Schindl.
- Neptunia Lour.
- Nesphostylis Verdc.
- Newtonia Baill.
- Nissolia Jacq.
- Nogra Merr.
- Notodon Urb.
- Notospartium Hook.f.

### O
- Obolinga Barneby
- Oddoniodendron De Wild.
- Olneya A.Gray
- Onobrychis Mill.
- Ononis L.
- Ophrestia H.M.L.Forbes
- Orbexilum Raf.
- Oreophysa (Bunge ex Boiss.) Bornm.
- Ormocarpopsis R.Vig.
- Ormocarpum P.Beauv.
- Ormosia Jacks.
- Ornithopus L.
- Orphanodendron Barneby & J.W.Grimes
- Ostryocarpus Hook.f.
- Otholobium C.H.Stirt.
- Otoptera DC.
- Oxylobium Andrews
- Oxyrhynchus Brandegee
- Oxystigma Harms
- Oxytropis DC.

### P
- Pachecoa Standl. & Steyerm.
- Pachyelasma Harms
- Pachyrhizus Rich. ex DC.
- Padbruggea Miq.
- Paloue Aubl.
- Paloveopsis R.S.Cowan
- Panurea Spruce ex Benth.
- Paracalyx Ali
- Paramachaerium Ducke
- Paramacrolobium J.Leonard
- Parapiptadenia Brenan
- Pararchidendron I.C.Nielsen
- Paraserianthes I.C.Nielsen
- Parkia R.Br.
- Parkinsonia L.
- Parochetus Buch.-Ham. ex D.Don
- Parryella Torr. & A.Gray
- Pearsonia Dummer
- Pediomelum Rydb.
- Pellegriniodendron J.Leonard
- Peltogyne Vogel
- Peltophorum (Vogel) Benth.
- Pentaclethra Benth.
- Periandra Mart. ex Benth.
- Pericopsis Thwaites
- Petaladenium Ducke
- Petalostylis R.Br.
- Peteria A.Gray
- Petteria C.Presl
- Phaseolus L.
- Phylacium Benn.
- Phyllocarpus Riedel ex Tul.
- Phyllodium Desv.
- Phyllota (DC.) Benth.
- Phylloxylon Baill.
- Physostigma Balf.
- Pickeringia Nutt.
- Pictetia DC.
- Piptadenia Benth.
- Piptadeniastrum Brenan
- Piptadeniopsis Burkart
- Piptanthus Sweet
- Piscidia L.
- Pisum L.
- Pithecellobium Mart.
- Plagiocarpus Benth.
- Plagiosiphon Harms
- Plathymenia Benth.
- Platycelyphium Harms
- Platycyamus Benth.
- Platylobium Sm.
- Platymiscium Vogel
- Platypodium Vogel
- Platysepalum Welw. ex Baker
- Podalyria Willd.
- Podocytisus Boiss. & Heldr.
- Poecilanthe Benth.
- Poeppigia C.Presl
- Poiretia Vent.
- Poitea Vent.
- Polhillia C.H.Stirt.
- Polystemonanthus Harms
- Pongamia Vent.
- Pongamiopsis R.Vig.
- Priestleya DC.
- Prioria Griseb.
- Prosopidastrum Burkart
- Prosopis L.
- Pseudarthria Wight & Arn.
- Pseudeminia Verdc.
- Pseudoeriosema Hauman
- Pseudomacrolobium Hauman
- Pseudopiptadenia Rauschert
- Pseudoprosopis Harms
- Pseudosindora Symington
- Pseudovigna (Harms) Verdc.
- Psophocarpus DC.
- Psoralea L.
- Psoralidium Rydb.
- Psorothamnus Rydb.
- Pterocarpus Jacq.
- Pterodon Vogel
- Pterogyne Tul.
- Pterolobium R.Br. ex Wight & Arn.
- Ptycholobium Harms
- Ptychosema Benth.
- Pueraria DC.
- Pultenaea Sm.
- Punjuba Britton & Rose
- Pycnospora R.Br. ex Wight & Arn.

### R
- Rafnia Thunb.
- Ramirezella Rose
- Ramorinoa Speg.
- Recordoxylon Ducke
- Requienia DC.
- Retama Raf.
- Rhodopis Urb.
- Rhynchosia Lour.
- Rhynchotropis Harms
- Riedeliella Harms
- Robinia L.
- Robynsiophyton R.Wilczek
- Rothia Pers.
- Rupertia J.W.Grimes

### S
- Sabinea DC.
- Sakoanala R.Vig.
- Salweenia Baker f.
- Saraca L.
- Sarcodum Lour.
- Sartoria Boiss. & Heldr.
- Sauvallella Rydb.
- Schefflerodendron Harms
- Schizolobium Vogel
- Schleinitzia Warb.
- Schotia Jacq.
- Schrankia Willd.
- Sclerolobium Vogel
- Scorodophloeus Harms
- Scorpiurus L.
- Sellocharis Taub.
- Senegalia Raf[9].
- Senna Mill.
- Serianthes Benth.
- Sesbania Scop.
- Shuteria Wight & Arn.
- Sindora Miq.
- Sindoropsis J.Leonard
- Sinodolichos Verdc.
- Smirnowia Bunge
- Smithia Aiton
- Soemmeringia Mart.
- Sophora L.
- Spartidium Pomel
- Spartium L.
- Spathionema Taub.
- Spatholobus Hassk.
- Sphaerolobium Sm.
- Sphaerophysa DC.
- Sphenostylis E.Mey.
- Sphinctospermum Rose
- Spirotropis Tul.
- Spongiocarpella Yakovlev & N.Ulziykh.
- Stachyothyrsus Harms
- Stahlia Bello
- Stauracanthus Link
- Stemonocoleus Harms
- Stenodrepanum Harms
- Storckiella Seem.
- Stracheya Benth.
- Streblorrhiza Endl.
- Strongylodon Vogel
- Strophostyles Elliott
- Stryphnodendron Mart.
- Stuhlmannia Taub.
- Stylosanthes Sw.
- Styphnolobium Schott ex Endl.
- Sutherlandia R.Br. ex W.T.Aiton
- Swainsona Salisb.
- Swartzia Schreb.
- Sweetia Spreng.
- Sympetalandra Stapf

### T
- Tachigali Aubl.
- Tadehagi H.Ohashi
- Talbotiella Baker f.
- Tamarindus L.
- Taralea Aubl.
- Taverniera DC.
- Templetonia R.Br. ex W.T.Aiton
- Tephrosia Pers.
- Teramnus P.Browne
- Tessmannia Harms
- Tetraberlinia (Harms) Hauman
- Tetrapleura Benth.
- Tetrapterocarpon Humbert
- Teyleria Backer
- Thermopsis R.Br.
- Thylacanthus Tul.
- Tipuana (Benth.) Benth.
- Trifidacanthus Merr.
- Trifolium L.
- Trigonella L.
- Tylosema (Schweinf.) Torre & Hillc.

### U
- Uleanthus Harms
- Ulex L.
- Umtiza Sim
- Uraria Desv.
- Uribea Dugand & Romero
- Urodon Turcz.

### V
- Vachellia Raf[9]
- Vandasina Rauschert
- Vatairea Aubl.
- Vataireopsis Ducke
- Vatovaea Chiov.
- Vavilovia Fed.
- Vicia L.
- Vigna Savi
- Viminaria Sm.
- Virgilia Poir.
- Vouacapoua Aubl.

### W
- Wajira Thulin
- Wallaceodendron Koord.
- Weberbauerella Ulbr.
- Westia Vahl
- Whitfordiodendron Elmer
- Wiborgia Thunb.
- Willardia Rose
- Wisteria Nutt.

### X
- Xanthocercis Baill.
- Xerocladia Harv.
- Xeroderris Roberty
- Xiphotheca Eckl. & Zeyh.
- Xylia Benth.

### Y
- Yucaratonia Burkart

### Z
- Zapoteca H.M.Hern.
- Zenia Chun
- Zenkerella Taub.
- Zollernia Wied-Neuw. & Nees
- Zornia J.F.Gmel.
- Zuccagnia Cav.
- Zygia P.Browne